# Ignas Hofmanas
Ignas Hofmanas (ur. 4 lutego 1984) – litewski rolnik, inżynier, polityk, działacz organizacji rolniczych, od 2024 minister rolnictwa.

## Życiorys
Urodził się z rejonie radziwiliskim. W 2002 ukończył szkołę średnią. Kształcił się następnie na Uniwersytecie Technicznym w Kownie, na którym uzyskał licencjat z fizyki (2006), magisterium z energetyki (2006) oraz doktorat z nauk technologicznych (2014). W 2009 krótko pracował w laboratorium na LŽŪU. Jeszcze w tym samym roku zawodowo zajął się rolnictwem. Przez kilka lat zarządzał też spółką akcyjną Igno klubas. Działacz organizacji rolniczych, kierował związkiem rolników w rejonie radziwiliskim. Od 2021 był wiceprzewodniczącym Litewskiego Związku Rolników, a od 2023 pełnił funkcję przewodniczącego Litewskiej Rady Rolnictwa
W grudniu 2024 z rekomendacji ugrupowania Świt Niemna objął funkcję ministra rolnictwa w nowo utworzonym rządzie Gintautasa Paluckasa.